# دشت ميل العليا (رستاق)
دشت ميل العلیا (بالفارسية: دشت میل علیا) هي قرية تقع في إيران في Rostaq Rural District. يقدر عدد سكانها بـ 23 نسمة بحسب إحصاء 2016.